# Tchawica

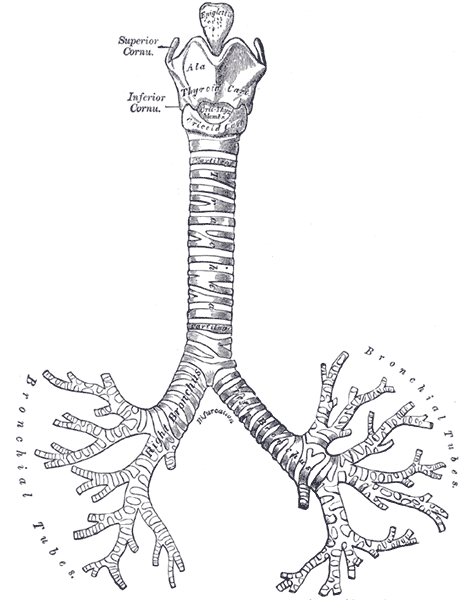
Tchawica wraz z widocznymi oskrzelami

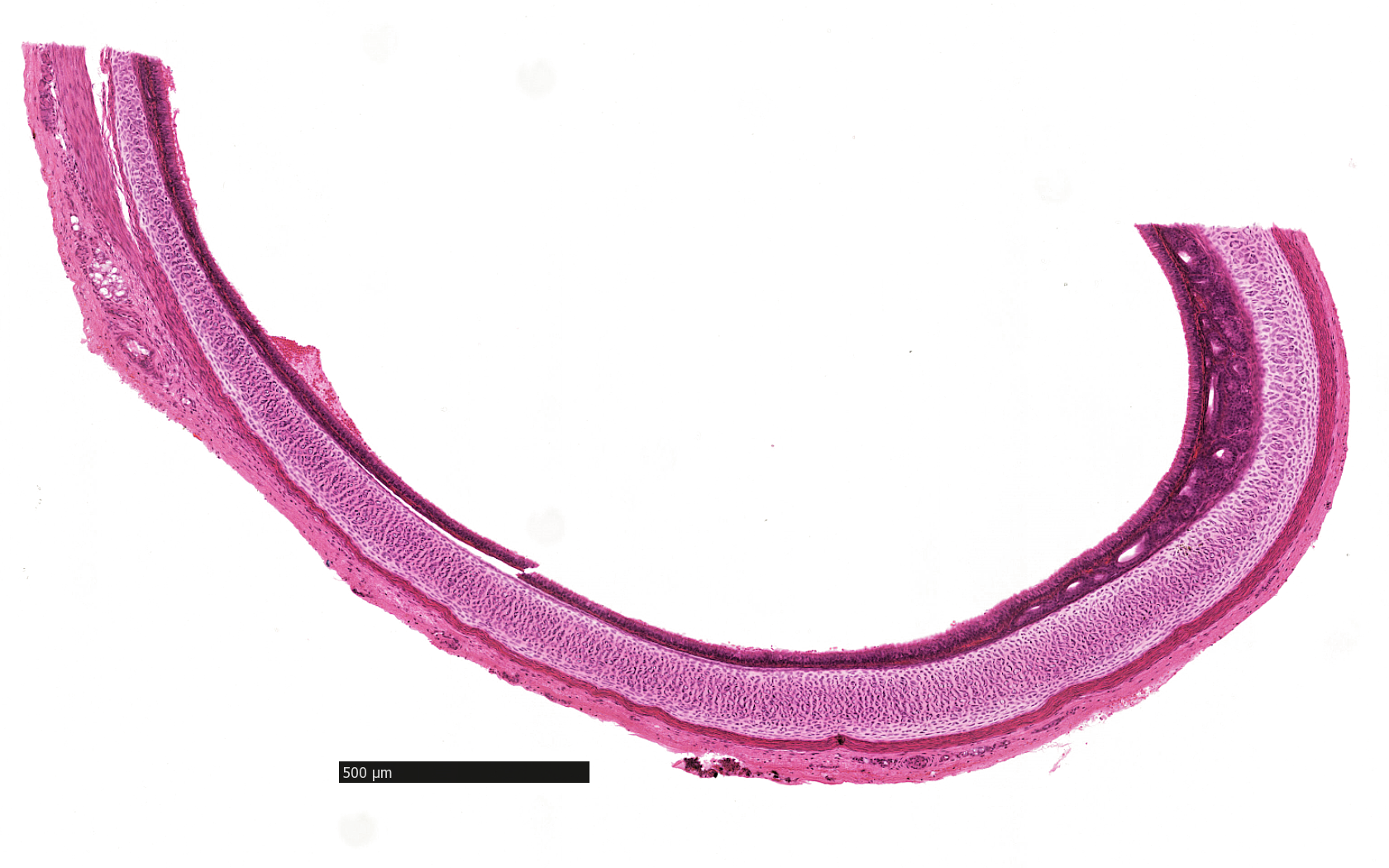
Przekrój przez ssaczą tchawicę

Tchawica (łac. trachea) – narząd układu oddechowego, sprężysta cewa stanowiąca przedłużenie krtani i zapewniająca dopływ powietrza do płuc. Kształt tchawicy na przekroju poprzecznym jest gatunkowo zmienny – okrągły u świni i mięsożernych, spłaszczony grzbietowo-brzusznie u konia, podkowiasty u kozy i spłaszczony bocznie u bydła i owcy.
U człowieka rozpoczyna się na wysokości kręgu szyjnego C6-C7, kończy zaś na wysokości kręgu piersiowego Th4-Th5. Długość tchawicy wynosi 10,5–12 cm, jej średnica zaś jest znacznie mniejsza (około 2 cm). U swego dolnego końca tchawica dzieli się na oskrzela główne prawe i lewe (łac. bronchus principalis dexter et sinister), pod kątem otwartym ku dołowi. Miejsce tego podziału tworzy rozdwojenie tchawicy (bifurcatio tracheae). W tym miejscu znajduje się także ostroga tchawicy (carina tracheae) rozdzielająca powietrze do płuc.
Utrzymanie światła tchawica zawdzięcza szkieletowi własnemu, złożonemu z kilkunastu (od 16 do 20) chrząstek tchawiczych (cartilagines tracheales) o podkowiastym kształcie zbudowanych z tkanki chrzęstnej szklistej. Chrząstki połączone są między sobą mocnymi, włóknistymi więzadłami obrączkowymi lub tchawiczymi (ligamenta anularia seu trachealia). Chrząstki tchawicze, z racji swojego kształtu (otaczają od 2/3 do 3/4 obwodu tchawicy), przy ich wolnych końcach utrzymuje ściana błoniasta (paries membranaceus), zbudowana z włókien mięśniowych gładkich, układających się w dwie warstwy – warstwę zewnętrzną tworzą nieliczne pęczki włókiem podłużnych, warstwę wewnętrzną zaś, znacznie grubszą, rozgałęzione pasma mięśniowe. Warstwę poprzeczną mięśniówki tchawicy tworzy mięsień tchawiczy (musculus trachealis), tworzący właściwą ścianę tylną tchawicy.
Wyściółkę tchawicy pokrywają dwa rodzaje komórek nabłonkowych. Mają one za zadanie chronić płuca przed pyłem, który nie został zatrzymany w obrębie nosa i gardła. Komórka śluzowa (kubkowa) wydziela lepki śluz pokrywający tchawicę, który zatrzymuje drobinki kurzu. Komórka urzęsiona jest wyposażona w liczne rzęski, które wykonując nieustannie ruchy w kierunku górnym powodują przesuwanie się kurzu ku górze, gdzie następnie zostaje odkrztuszony lub połknięty. Oprócz komórek nabłonkowych znajdują się tu również komórki endokrynowe oraz limfocyty śródnabłonkowe.
Od zewnątrz tchawicę pokrywa przydanka (tunica adventitia), łącząca ją z otoczeniem. Jej powierzchnia wewnętrzna pokryta jest wielorzędowym nabłonkiem migawkowym, którego migawki poruszają się w kierunku gardła.
W klatce piersiowej tchawica rozgałęzia się, poprzez rozdwojenie tchawicy (bifurcatio tracheae), na 2 oskrzela główne (zwane inaczej zewnątrzpłucnymi), tworząc w ten sposób pierwsze elementy drzewa oskrzelowego. U parzystokopytnych przed tym rozwidleniem odchodzi oskrzele tchawicze biegnące do płata doczaszkowego płuca prawego.
Podczas połykania pokarmów krtań wraz z górną częścią tchawicy unosi się o około 2–3 cm. Podobnie silnie ku górze tchawica przesuwa się w ruchach głowy i kręgosłupa szyjnego do tyłu – w krańcowych ruchach głowy tchawica może unieść się nawet o 1,5 cm.
Do bezpośredniego badania wzrokiem wnętrza tchawicy i oskrzeli głównych stosuje się aparaty, zwane bronchoskopami – prócz możliwości oglądania wnętrza narządu, bronchoskopy pozwalają również na wprowadzenie odpowiednio zbudowanych, cienkich i długich narzędzi, pozwalających na wykonanie zabiegu, jak np. usunięcie ciała obcego.